# Aurel Manthei

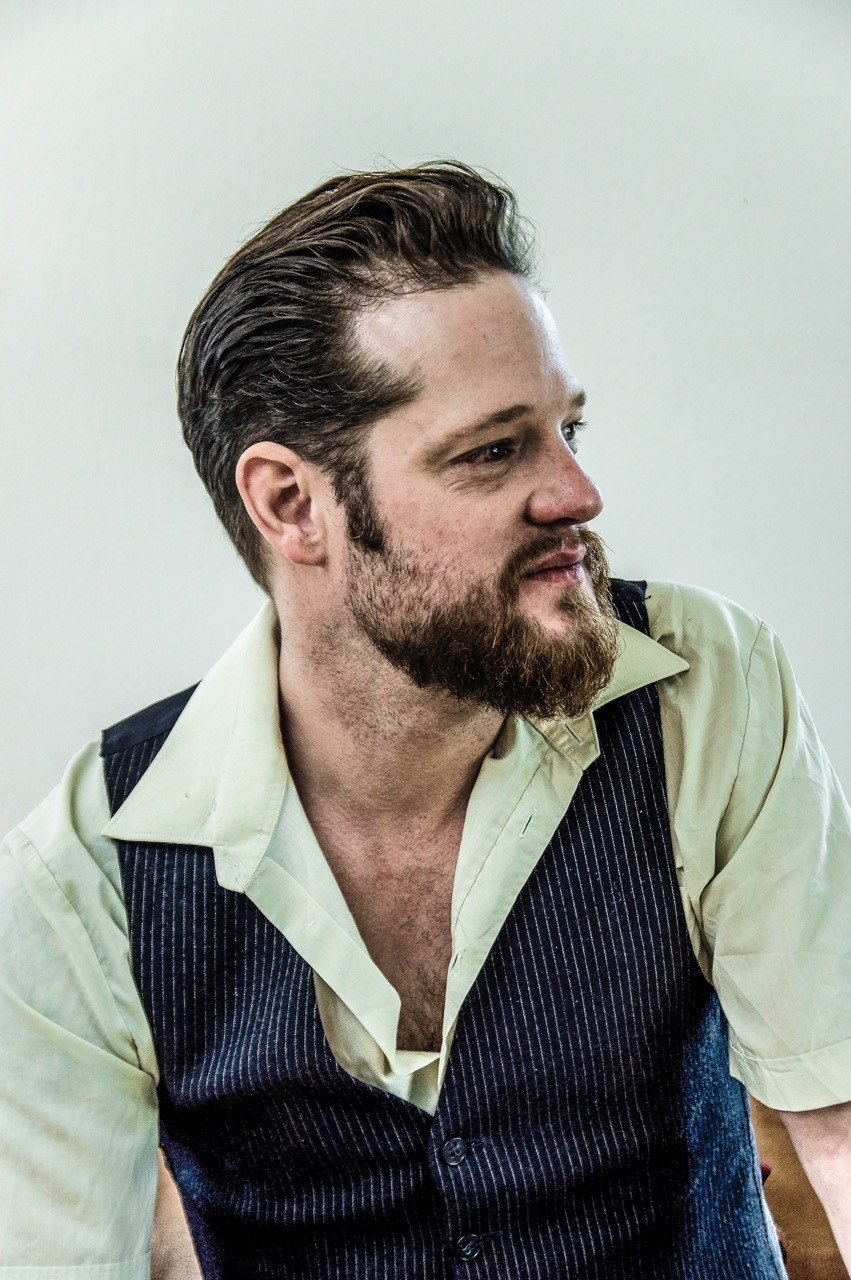
Aurel Manthei

Aurel Manthei (* 1974 in Wuppertal) ist ein deutscher Schauspieler.

## Leben
Seine Gymnasialzeit absolvierte Aurel Manthei in Hamburg und Unna. Anschließend studierte er an der Freien Universität Berlin und von 1998 bis 2002 an der Folkwang Hochschule Essen. Seit seiner Ausbildung ist Manthei sowohl an Theatern als auch in Film und Fernsehen zu sehen. Er spielte in der Krimireihe Kommissar Stolberg bis zum Ende von Staffel 4 die Rolle des Oberkommissars Florian Glade an der Seite von Rudolf Kowalski als Hauptkommissar Stolberg. Von 2013 bis 2019 spielte er als „Max Janssen“ die männliche Hauptrolle in der ZDF-Reihe Mordshunger – Verbrechen und andere Delikatessen. Seit 2022 spielt er in der Krimireihe Theresa Wolff den Hauptkommissar Bruno Lewandowski.
Nach mehrjährigen Engagements in Leipzig (2002–2008, hier war Manthei Dozent für Schauspielkunst an der Hochschule für Musik und Theater „Felix Mendelssohn Bartholdy“ Leipzig) und Zürich (2009–2012) war er von 2012 bis 2020 festes Ensemblemitglied am Bayerischen Staatsschauspiel/Residenztheater. Hier spielte er u. a. den Baal unter der Regie von Frank Castorf. Die Inszenierung wurde nach wenigen Aufführungen aus Urheberrechtsgründen durch die Brecht-Erben verboten und durfte nur noch einmal beim Theatertreffen 2015 gezeigt werden.
Seit Ende August 2020 ist Manthei als freier Schauspieler in Film- und Fernsehproduktionen tätig.
Manthei ist mit der Schauspielerin Carolin Conrad verheiratet. Das Paar hat drei Kinder.

## Theater
1999–2000
- Die lustigen Weiber von Windsor, Ruhrfestspiele Recklinghausen
- Das Traumkissen, Podium-Festival Moskau

2001–2007: Schauspiel Leipzig
- Krach in Chiozza (2001)
- Salomé (2001/2003)
- Quizoola! (2002/2003)
- A ist eine Andere (2002/2003)
- Die Glasmenagerie (2002/2003)
- Romeo und Julia (2003)
- Tod eines Handlungsreisenden (2003)
- Troilus und Cressida (2003)
- Der Räuber Hotzenplotz (2003)
- Miss Sara Sampson (2004)
- Alkestis (2004)
- Der Floh im Ohr (2004)
- Die bitteren Tränen der Petra von Kant (2005)
- Peer Gynt (2005)

Seit 2009: Schauspielhaus Zürich:
- Der Hofmeister (2010)
- Was ihr wollt (2010)
- Gestern (2010)
- Viel Lärm um Nichts (2011)
- Die schwarze Spinne (2011)
- Das Kätchchen von Heilbronn (2011)
- Dunkel lockende Welt (2011)
- Geschichten aus dem Wienerwald (2012)

Seit 2012: Bayerisches Staatsschauspiel/Residenztheater:
- Der Revisor (2012)
- Die Ballade vom traurigen Cafe (2013)
- Zement (2013) (Theatertreffen 2014)
- Reise ans Ende der Nacht (2014) (Theatertreffen 2014)
- Stiller (2013)
- Faust (Kampfchoreografien) (2014)
- Trilogie der Sommerfrische (2014)
- Baal (2015) (Theatertreffen 2015)
- Eine Familie (2015)
- Philoktet (2015)
- Der brave Soldat Svejk (2016)
- Eines langen Tages Reise in die Nacht (2017)
- Kinder der Sonne (als Wagin). Von Maxim Gorki. Inszenierung: David Bösch (2017)[3]
- Don Juan (2018)
- Der Mieter (2018)
- Der Sandmann (2019)
- Sommergäste (2019)
- Medea (2020)

## Filmografie (Auswahl)
- 2003: SOKO Leipzig – Benni und die Detektive (Fernsehreihe)
- 2004: Balko – Keine Chance für Balko (Fernsehfilm)
- 2004: Baal (Fernsehfilm)
- 2004: Mein Bruder ist ein Hund (Film)
- 2005: Nachtschicht – Tod im Supermarkt (Fernsehfilm)
- 2005: Wolffs Revier – Spätfolge (Fernsehfilm)
- 2006: Küstenwache – Im Alleingang (Fernsehfilm)
- 2006–2010: Kommissar Stolberg (Fernsehfilm)
- 2007: SOKO Köln – Flirt mit dem Tod (Fernsehreihe)
- 2007: Polizeiruf 110 – Verstoßen (Fernsehreihe)
- 2009: Ganz nah bei Dir (Film)
- 2009: Schwerkraft (Film)
- 2009: 66/67 – Fairplay war gestern (Film)
- 2009: Lulu & Jimi (Film)
- 2009: Stromberg – Die Rückkehr (Fernsehreihe)
- 2012: Großstadtrevier – Dirk und die Kammer des Schreckens (Fernsehreihe)
- 2012: Polizeiruf 110 – Zwischen den Welten (Fernsehfilm)
- 2013: Mordshunger – Verbrechen und andere Delikatessen (Fernsehreihe)
- 2013: Die Chefin (Fernsehreihe)
- 2013: Der Alte – Blutiger Asphalt (Fernsehreihe)
- 2014: Zum Sterben zu früh (Fernsehfilm)
- 2014: München 7 (Fernsehreihe)
- 2014: About a Girl
- 2016: Die Dasslers – Pioniere, Brüder und Rivalen (Fernsehfilm)
- 2016: Nachtschicht – Ladies First (Fernsehfilm)
- 2017: Der Staatsanwalt (Fernsehreihe)
- 2017: Notruf Hafenkante (Fernsehreihe)
- 2017: Bettys Diagnose (Fernsehreihe)
- 2017: WaPo Bodensee – Wer wagt, verliert (Fernsehreihe)
- 2018: Das schönste Paar (Film)
- 2018: Passagier 23 – Verschwunden auf hoher See (Fernsehfilm)
- 2019: Mordshunger – Verbrechen und andere Delikatessen – Wie ein Ei dem anderen (Fernsehfilm zur Serie)
- 2018: Nichts zu verlieren (Fernsehfilm)
- 2018: Notruf Hafenkante – Die Sex-Party (Fernsehserie)
- 2019: Klassentreffen (Fernsehfilm)
- 2020: Ein Fall für zwei (Fernsehreihe)
- 2020: Der Alte (Fernsehreihe)
- 2020: Nachtschicht – Blut und Eisen
- 2020: Harter Brocken – Der Waffendeal
- 2021: Der Bergdoktor – Feuer (Fernsehreihe)
- 2021: Behüte Mich (Fernsehfilm)
- 2021: Kranitz – Bei Trennung Geld zurück – Dennis & Nyota – Aber ohne Schürze (Fernsehserie)
- 2021: Karla, Rosalie und das Loch in der Wand
- 2021: Tatort – Wunder gibt es immer wieder (Fernsehreihe)
- Seit 2022: Theresa Wolff – Der Thüringenkrimi (Fernsehreihe)
  - 2022: Waidwund
  - 2023: Der schönste Tag
  - 2024: Dreck!
  - 2024: Lost
- 2022: Kommissar Dupin – Bretonische Idylle (Fernsehreihe)
- 2022: In falschen Händen (Fernsehfilm)
- 2022: Und ihr schaut zu (Fernsehfilm)
- 2023: Tatort – Unten im Tal
- 2023: Legend of Wacken (Serie RTL+)
- 2024: Die Polizistin und die Sprache des Todes (Fernsehreihe)

## Ehrungen und Auszeichnungen
- 2020: Nominierung für den Kurt-Meisel-Preis der Freunde des Residenztheaters e. V. für herausragende künstlerische Leistung